# Wiechert-Gutenbergdiscontinuïteit

Opbouw van de Aarde: 1 - continentale korst; 2 - oceanische korst; 3 - bovenmantel; 4 - ondermantel; 5 - buitenkern; 6 - binnenkern; A - Moho; B - Wiechert-Gutenbergdiscontinuïteit; C - Lehmanndiscontinuïteit.

De Wiechert-Gutenbergdiscontinuïteit is de seismische discontinuïteit op de grens tussen de aardmantel en de aardkern. De discontinuïteit bevindt zich op ongeveer 2891 tot 2898 kilometer onder het aardoppervlak. De overgang van mantel naar kern wordt gekenmerkt door een zeer sterke verandering in seismische snelheden, waardoor de Wiechert-Gutenbergdiscontinuïteit in bijna alle seismogrammen wel terug te vinden is.

## Ontdekking
Het grensvlak is genoemd naar Beno Gutenberg (1889 - 1960) en Emil Wiechert (1861 – 1928), twee Duitse seismologen. Wiechert leidde aan het einde van de 19e eeuw uit het volume en het gravitatieveld van de Aarde af dat zich midden in de Aarde een ijzeren kern moest bevinden. De uit astronomische parameters bepaalde gemiddelde dichtheid van de Aarde (5520 kg/m3) was tweemaal zo hoog als de dichtheid van graniet. Daarom nam Wiechert aan dat het binnenste van de Aarde uit twee delen bestaat, de kern en de mantel. Richard Dixon Oldham (1858 - 1936) kwam tot de conclusie dat de kern vloeibaar moest zijn, omdat er bij aardbevingen sprake is van een schaduwzone aan de andere kant van de Aarde, waar geen S-golven aankomen. De straal van deze kern werd in 1913 nauwkeurig door Gutenberg bepaald aan de hand van seismologische metingen.
In 1965 toonde de geodeet Karl Ledersteger (1900 -1972) aan dat de scheiding tussen mantel en kern ergens tussen een ellipsoïde met constante dichtheid (MacLaurinellipsoïde) en het Wiechertmodel in ligt, hoewel dichter bij het laatste.

## D"-laag
De heterogeniteiten van laag D" werden beschreven in. In 1993 gaf aan dat deze heterogeniteiten, kerncontinenten (c-continenten) genoemd, bestaan uit drijvend materiaal op een vloeibare kern. Ze bewegen in de tijd en bepalen enkele eigenschappen van de hotspots en mantelconvectie Vervolgonderzoek ondersteunde deze hypothese.

## Eigenschappen
De grenslaag tussen (grotendeels vaste) aardmantel en (vloeibare) buitenkern is van alle seismische discontinuïteiten in de Aarde de meest uitgesprokene. De snelheid van P-golven neemt hier van bijna 14 km/s af naar 8 km/s, S-golven dringen zelfs helemaal niet in de buitenkern door (dit is de reden voor de aanname dat de buitenkern vloeibaar is).
Boven de Wiechert-Gutenbergdiscontinuïteit ligt de veel later ontdekte D"-laag, die het onderste deel van de mantel vormt. Deze laag is tussen 200 en 300 km dik en wordt gekenmerkt door een zeer sterke temperatuurgradiënt.